# دیگو وارگاس (بازیکن فوتبال)
دیگو وارگاس (انگلیسی: Diego Vargas؛ زادهٔ ۸ ژوئیهٔ ۱۹۹۸) بازیکن فوتبال است.